# هجرس برويسي
الهجرس البرويسي (الاسم العلمي:Cercopithecus preussi) (بالإنجليزية: Preuss's Monkey)‏ هو نوع من الحيوانات يتبع جنس الالهجرس من فصيلة سعادين العالم القديم.